# Desirée Comans
Desirée Onink-Comans (Geleen, 13 januari 1986) is een Nederlandse handbalspeelster. Comans stopte in 2016 bij Vlug en Lenig. Hiervoor was zij actief bij onder andere BFC, SVG Celle en Bayer Leverkusen.

## Biografie
Comans begon in 1991 met handballen. Bij BFC debuteerde ze op het hoogste niveau handbal in Nederland. In 2006 maakte ze de overstap naar Vlug en Lenig. Op 22-jarige leeftijd in 2008 vertrok ze naar het Duitse SV Celle waar ze uiteindelijk vier jaar heeft gespeeld. Van 2012 tot en met 2014 kwam ze uit voor Bayer 04 Leverkusen. Vanaf het seizoen 2014/2015 keerde ze terug naar de Nederland en ging ze spelen voor Vlug en Lenig. In 2016 beëindigde ze op 30-jarige leeftijd haar carrière. Met SV Celle is ze twee keer gepromoveerd naar de 1. Bundesliga. Bij Leverkusen heeft ze de halve finale van de Deutsche Meisterschaft gespeeld evenals de Final Four van de beker. Daarnaast kwam ze in Europees verband uit in de EHF-cup.

## Privé
Desirée Onink-Comans is getrouwd met voormalig trainer Nick Onink. Samen hebben zij twee kinderen.